# Ambra (sommergibile)
L'Ambra è stato un sommergibile della Regia Marina.

## Storia
All'inizio del 1940 si trovava a Tobruch; spostato poi di base a Taranto, dopo l'entrata dell'Italia nella seconda guerra mondiale operò sia nel golfo di Taranto (in funzione difensiva) che nelle acque prospicienti Alessandria d'Egitto (in funzione esplorativa). Nelle prime ore del 16 dicembre 1940 fu individuato da due navi britanniche sottoposto a ben dodici ore di caccia antisommergibile, riuscendo tuttavia ad allontanarsi incolume. 
Nel marzo 1941 (lo comandava il tenente di vascello Mario Arillo) fu inviato, insieme ai sommergibili Ascianghi e Dagabur, in un'area compresa tra Alessandria d'Egitto e Capo Krio; il 24 arrivò nel proprio settore d'operazioni. Il 31 marzo si avviò sulla rotta di rientro, ma alle 2.37 s'imbatté in una grossa nave scortata, in navigazione a circa 2000 metri di distanza ed alla velocità di 10 nodi. Portatosi più vicino, alle 2.44 lanciò tre siluri contro la nave, restando in superficie anche dopo il lancio per sincerarsi del risultato: due dei siluri colpirono l'unità – si trattava del moderno incrociatore leggero britannico HMS Bonaventure, di scorta, insieme a tre cacciatorpediniere, ad un convoglio di due trasporti (il Bonaventure era forse già stato danneggiato in precedenza dal Dagabur) – che s'inabissò in posizione 32°20' N e 26°35' E, portando con sé 138 uomini (23 ufficiali e 115 fra sottufficiali e marinai), mentre i superstiti furono tratti in salvo dal cacciatorpediniere Hereward. L'Ambra si allontanò quindi in immersione, eludendo sette attacchi con bombe di profondità da parte del cacciatorpediniere Stuart, protrattisi per alcune ore. L'azione costituì uno dei migliori successi colti dai sommergibili italiani a danni di navi da guerra.
Fra marzo e aprile 1942 fu convertito in sommergibile «avvicinatore» di mezzi d'assalto, con l'applicazione di tre cilindri contenitori per SLC resistenti sino alla profondità di 90 metri: erano collocati sul ponte, uno a proravia della torretta e gli altri due, accoppiati, a poppavia di essa.
Nell'aprile 1942 gli fu affidata la sua prima missione speciale (operazione «G.A. 4»): un attacco di SLC alla base di Alessandria d'Egitto. Questa missione avrebbe dovuto completare ed aggravare gli effetti della precedente incursione nel porto alessandrino: suoi obiettivi sarebbero stati la corazzata Queen Elizabeth – che, nonostante i gravissimi danni, era stata rimessa a galla e portata in un bacino galleggiante – e la grande nave appoggio sommergibili Medway. L'Ambra partì da La Spezia il 29 aprile ed il 5 maggio attraccò nella base di Lero. Dopo aver imbarcato tre SLC e 9 operatori della Xª Flottiglia MAS (4 ufficiali e 5 sottufficiali e marinai; 6 erano destinati all'attacco e 3 erano di riserva) giunti in aereo il 6 maggio, e dopo aver riparato alcuni guasti frattanto sopravvenuti, il sommergibile ripartì da Lero il 12 maggio, giungendo al largo di Alessandria due giorni dopo. Intorno alle sette di sera si portò su fondali di dieci metri a poche centinaia di metri dalla riva, e alle 20.50 rilasciò gli SLC. Tuttavia il sommergibile era stato spostato dalla corrente di qualche chilometro dal punto previsto, e il comandante Arillo ritenne di non doverlo segnalare agli equipaggi degli SLC (del resto nemmeno lui ne era certo). Del resto non fu l'unico problema: uno dei piloti degli SLC, il capitano commissario Egil Chersi, si sentì male e dovette essere sostituito unitamente al suo secondo; dopo l'uscita in mare uno degli SLC, malfunzionante, dovette essere affondato ed i due operatori furono costretti a raggiungere la riva a nuoto. Anche gli equipaggi degli altri due mezzi, non riuscendo a trovare il posto, dovettero affondare gli SLC e nuotare fino alla riva (tutti i 6 operatori furono poi catturati, 4 subito ed i rimanenti due il 29 giugno). L'Ambra, ripartito dalle acque alessandrine intorno alle 21, giunse a La Spezia a mezzogiorno del 24 maggio.
Il 1º dicembre 1942 ebbe inizio l'operazione N.A. 1 contro il porto di Algeri. L'Ambra avrebbe dovuto portare nella rada del porto algerino un reparto misto: tre SLC con i relativi equipaggi (6 uomini) e 10 «uomini Gamma» (subacquei incursori) della X MAS (i «Gamma» erano composti da elementi sia della Marina che dell'Esercito, 5 e 5; loro comandante era il tenente del Corpo delle armi navali Agostino Morello); il sommergibile avrebbe rilasciato «Gamma» e SLC stando posato sul fondo, mentre due uomini della X MAS sarebbero rimasti in superficie, sulla sua verticale, fungendo da vedette. Il 4 dicembre, nelle prime ore pomeridiane, il sommergibile lasciò La Spezia, e tre giorni dopo arrivò al largo della costa algerina; tuttavia, causa le avverse condizioni meteomarine, dovette attendere fino all'11 dicembre prima di potersi avvicinare ad Algeri per iniziare la fase finale dell'operazione. Navigando a quota profonda per eludere la forte vigilanza, e con l'ecoscandaglio guasto, il sommergibile urtò bruscamente contro il fondale ad una novantina di metri, intorno alle cinque del pomeriggio; “trascinandosi” poi alla cieca, l'Ambra risalì il fondale (che saliva in vicinanza della riva) sino a raggiungere i 18 metri di profondità. Tuttavia, mandate in superficie le due vedette, risultò che la costa non era visibile, così come non si vedevano navi. 
Ricominciando ad avanzare rasente al fondale, interrompendosi di tanto in tanto per mandare in superficie le vedette, il sommergibile si venne infine a trovare all'interno della rada, con 6 mercantili ormeggiati tutt'intorno; dato che si era già in ritardo rispetto ai piani, furono fatti uscire gli incursori (prima i «Gamma», tra le 22.30 e le 23, seguiti dagli SLC tra le 23 e le 23.20). Tuttavia gli assaltatori non agirono con coordinazione: solo uno degli SLC e cinque «Gamma» riuscirono a portare a termine l'attacco, mentre gli altri si affrettarono per cercare di tornare al sommergibile e uno si consegnò alle autorità locali, facendo così scattare l'allarme. Nonostante il rischio (era infatti ormai in corso la ricerca degli attaccanti) l'Ambra si trattenne sul fondo sino alle 2.54 della notte (il termine previsto era l'una), prima di dover ripartire senza che nessuno fosse tornato (gli incursori caddero tutti prigionieri). 
Durante l'allontanamento si verificò anche una collisione con un relitto, fortunatamente senza conseguenze; giunto poi al largo, fu solo alle 19.45 del 12 dicembre – dopo essere rimasto immerso per 36 ore – che l'Ambra poté tornare in superficie. A mezzogiorno del 15 il sommergibile attraccò a La Spezia. Nonostante tutto, l'operazione «N.A. 1» risultò un discreto successo: anche se meno della metà degli incursori riuscì a piazzare le cariche esplosive, furono affondati i piroscafi Ocean Vanquisher (7174 tsl) e Berto (1493 tsl), e due altri grossi mercantili, l'Empire Centaur (7041 tsl) e l'Armattan (4558 tsl) subirono gravi danni. Il comandante Mario Arillo ricevette la Medaglia d'oro al valor militare; dodici degli incursori furono decorati con la Medaglia d'Argento al Valor Militare ed un altro con la Croce di guerra al valor militare.
La terza e ultima missione dell'Ambra si svolse durante la campagna di Sicilia. Comandante del sommergibile non era più Arillo, bensì il capitano di corvetta Renato Ferrini. Nella notte del 17-18 luglio 1943 il sommergibile, con a bordo tre barchini esplosivi MTR, si portò nei pressi di Siracusa per attaccare le navi ormeggiate in zona, ma intorno alle tre fu individuato da un aereo antisommergibile e colpito con bombe di profondità, dovendo venire a galla con gravi danni. Rimorchiato a Napoli dalla torpediniera Partenope, dopo riparazioni provvisorie, l'Ambra si trasferì a La Spezia il 27 luglio.
Alla proclamazione dell'armistizio si trovava ancora in riparazione e si autoaffondò; recuperato dai tedeschi per essere riparato, fu affondato nel porto nel 1944, durante un bombardamento aereo. In tutto il sommergibile aveva svolto 31 missioni di guerra tra offensivo-esplorative, di trasferimento e di trasporto incursori, percorrendo complessivamente 16.890 miglia in superficie e 2747 in immersione, e ricevendo la Medaglia d'Argento al Valor Militare.